# Johann Sigmund Brechtel

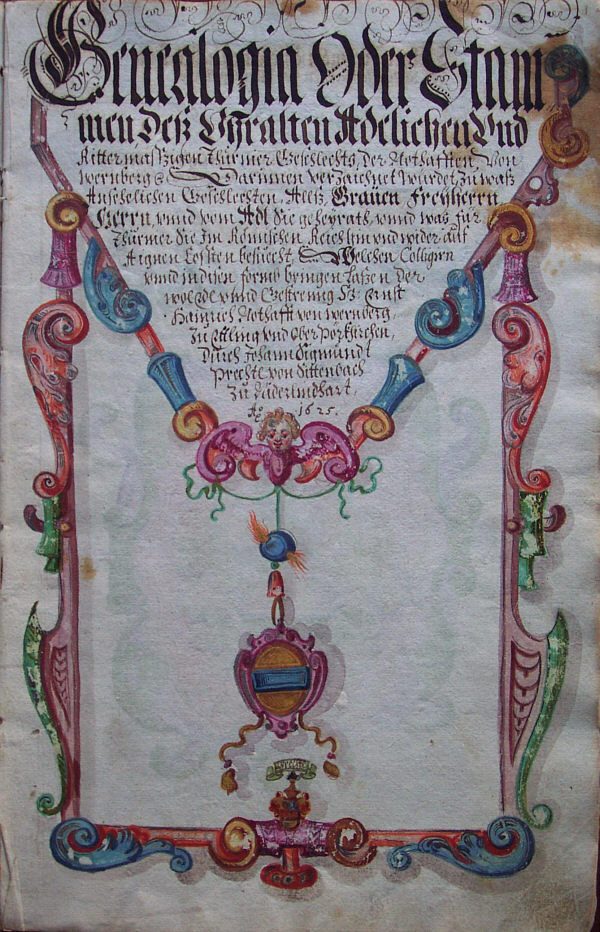
Titelblatt der Notthafft-Chronik 1625

Johann Sigmund Brechtel (auch Brecht, Prechtl; * um 1575; † nach 1637 wohl in Regensburg) war ein deutscher Chronist.

## Leben
Brechtel diente als Schreiber und Beamter verschiedenen Regensburger Institutionen. Unter anderem war er fürstbischöflicher Registrator. Er verfasste eine Reihe ungedruckter handschriftlicher Chroniken zum Regensburger Raum und zur Geschichte bayerischer Adelsfamilien. Gedruckt liegt vor allem das 1625 in Regensburg erschienene Bayrischer Thurnier Geschlechter Register vor.